# Таджикабад
Таджикабад, или Точикобод (тадж. Тоҷикобод; до 1949 г. — Калаи-Лябиоб, тадж. Қалъаи Лаби об) — посёлок городского типа (с 2017) в Таджикабадском районе РРП Таджикистана, его административный центр. Население — 2700 человек в 2022 г. (1737 человек в 2017 г., в 2010 г. — 1500 человек). Население в основном занято сельским хозяйством (животноводство и растениеводство). Земли орошаются главным образом водами горных источников.

## История
2 марта 1964 года центр кишлачного совета Калаи Лаби Об Джиргатальского района был перенесен из кишлака Калаи Лаби Об в кишлак Точикобод.